# Cornelius Smelt

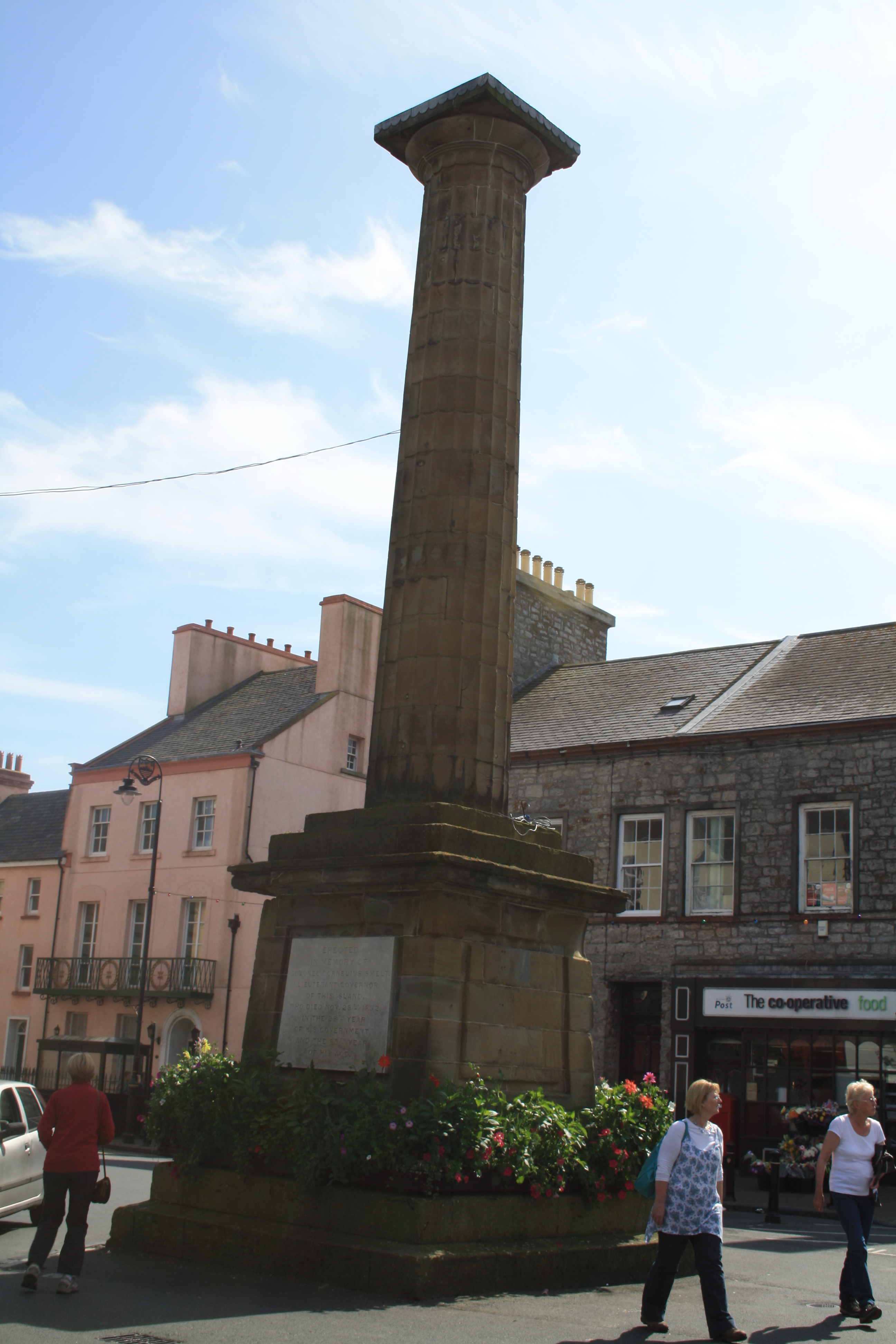
Smeltmonumentet vid det gamla marknadstorget i Castletown, Isle of Man.

Cornelius Smelt, född i augusti 1748 i Swaledale, Yorkshire, död 28 november 1832, var Isle of Mans viceguvernör åren 1805–1832. Som officer i den brittiska armén tjänstgjorde han inledningsvis vid det 14:e regementet, därefter vid det 35:e regementet. Efter hans död restes ett minnesmärke i Castletown på Isle of Man.